# Yakoma-Status-Axt
Die Yakoma-Status-Axt ist eine afrikanische Axt. Afrikanische Äxte wurden in verschiedenen Ländern und von verschiedenen Ethnien Afrikas als Kriegs-, Jagd-, Kultur- und Standeswaffe entwickelt und genutzt. Die jeweilige Bezeichnung der Waffe bezieht sich auf eine Ausprägung dieses Waffentyps, die einer bestimmten Ethnie zugeordnet wird.

## Beschreibung
Die Yakoma-Status-Axt hat eine gerade, zweischneidige Klinge. Die Klinge ist am Ort nach oben gebogen. An der unteren Klingenseite ist ein scharfer Vorsprung ausgeschmiedet (siehe Bild Infobox). Vom Heft an hat die Klinge einen leichten Mittelgrat, der an der Stelle, wo die Klinge nach oben biegt, endet. Ein zweiter Mittelgrat beginnt an dem ausgeschmiedeten Vorsprung und läuft bis zur Klingenspitze. In die Klinge sind meist runde oder rechteckige Löcher eingearbeitet. Der Schaft ist aus Holz und vom Knauf bis zum Klingenkopf mit Kupferdraht umwickelt. Etwa in der Mitte des Heftes ist ein Stück von der Kupferwicklung ausgeschlossen und geschnitzt dargestellt. Der Klingenkopf ist mit Messingnägeln beschlagen. Die hier beschriebene Axt wird als Waffe und Standeswaffe verwendet. Die Yakoma-Axt wird von der Ethnie der Yakoma benutzt.